# オンティニエンテCF
オンティニエンテCF（Ontinyent CF）は、スペイン・バレンシア州・バレンシア県・オンティニエンテに本拠地を置く、プロサッカークラブチーム。
1960年代にセグンダ・ディビシオン（2部）に在籍したことがある。最高位は、1969-70シーズンのセグンダ・ディビシオン9位。

## タイトル

### 国内タイトル
なし

## 過去の成績
- 2000-2001　テルセーラ・ディビシオン　16位
- 2001-2002　テルセーラ・ディビシオン　11位
- 2002-2003　テルセーラ・ディビシオン　13位
- 2003-2004　テルセーラ・ディビシオン　6位
- 2004-2005　テルセーラ・ディビシオン　12位
- 2005-2006　テルセーラ・ディビシオン　6位
- 2006-2007　テルセーラ・ディビシオン　4位 昇格
- 2007-2008　セグンダ・ディビシオンB　6位
- 2008-2009　セグンダ・ディビシオンB　7位
- 2009-2010　セグンダ・ディビシオンB　3位
- 2009-2010　セグンダ・ディビシオンB　11位

- セグンダ・ディビシオン　5シーズン
- セグンダ・ディビシオンB　12シーズン
- テルセーラ・ディビシオン　39シーズン

## 歴代所属選手
- ラファエル・カルロス・ペレス・ゴンサレス 1968-1969
- アントニ・リマ 1999-2000
- ルイス・オルトラ 2000-2001
- ホナタン・ニゲス 2008-2010
- アルベルト・キンテロ・メディナ 2010-2011
- セルジ・モレノ・マリン 2016-